# Les Contamines-Montjoie
Les Contamines-Montjoie település Franciaországban, Haute-Savoie megyében. Lakosainak száma 1083 fő (2022. január 1.). Les Contamines-Montjoie Courmayeur, Beaufort, Bourg Saint Maurice, Hauteluce és Saint-Gervais-les-Bains községekkel határos.

## Népesség
A település népességének változása:
| Lakosok száma | 1199 | 1196 | 1235 | 1167 | 1143 | 1118 | 1107 | 1093 | 1083 |
|               | 2013 | 2015 | 2016 | 2017 | 2018 | 2019 | 2020 | 2021 | 2022 |